# David Oliver (Leichtathlet)
David Oliver (* 24. April 1982) ist ein US-amerikanischer Hürdenläufer, der sich auf die 110-Meter-Strecke spezialisiert hat.
Seinen Durchbruch hatte er 2006, als er seine Bestzeit auf 13,29 s steigerte. Im Jahr darauf verbesserte er seinen persönlichen Rekord auf 13,20 s und siegte beim ISTAF in Berlin. Am 16. Juli 2010 verbesserte er sich auf 12,89 s und blieb damit nur zwei Hundertstelsekunden hinter dem zwei Jahre alten Weltrekord von Kubas Olympiasieger Dayron Robles. 2007 wurde er bei den US-Meisterschaften Zweiter in der Halle und Dritter im Freien, schied bei den Weltmeisterschaften in Osaka allerdings im Halbfinale aus.
2008 wurde er US-Hallenmeister und siegte mit persönlicher Bestzeit von 12,95 s bei den nationalen Ausscheidungskämpfen (Trials) für die Olympischen Spiele in Peking. Dort gewann er mit 13,18 s die Bronzemedaille hinter Weltrekordler Dayron Robles und seinem Landsmann David Payne, von dem ihn nur eine Hundertstelsekunde trennte.
David Oliver ist 1,88 m groß, wiegt 93 kg und lebt in Kissimmee. Er studierte an der Howard University, wo er auch als Football-Spieler aktiv war, und graduierte 2004 als BBA im Fach Marketing.